# آنتونی فرتنر
آنتونی فرتنر (لهستانی: Antoni Fertner؛ ‏ ۲۳ مهٔ ۱۸۷۴ – ۱۶ آوریل ۱۹۵۹) بازیگر اهل لهستان بود.
از فیلم‌ها یا برنامه‌های تلویزیونی که وی در آن نقش داشته‌است، می‌توان به جهنم، خانه‌به‌دوش، بولک و لولک و روبرت و برترام اشاره کرد.